# Friedrich Lützow
Friedrich Johannes Martin Lützow (* 31. August 1881 in Neuendorf bei Potsdam; † 1. November 1964 in Celle) war ein deutscher Vizeadmiral der Kriegsmarine und Militärschriftsteller.

## Leben

### Herkunft
Friedrich war das dritte Kind von Friedrich Herrmann Gottlieb Lützow und dessen Ehefrau Luise Johanna Elisabeth (genannt Elise), geborene Knauß. Sie war die Tochter des Klavierbauers Heinrich Knauß aus Koblenz. Lützow wuchs in Neuendorf, Falkenhagen und Beetz auf. Von 1893 bis 1896 besuchte er ein Gymnasium in Frankfurt (Oder) und anschließend bis 1899 ein Gymnasium in Berlin. Unterkunft fand er im Paulinum in Berlin-Dahlem, einem Knabeninternat für Pastorensöhne, die in Berlin die Schule besuchten.

### Militärkarriere
Beeindruckt vom Glanz der Seekadetten-Uniform seines Bruders Hermann Lützow (späterer Erster Offizier auf Nassau und Fregattenkapitän im Reichsmarineamt Berlin sowie Autor des Werkes Die Seeoffizier-Laufbahn), trat er am 10. April 1899 in die Kaiserliche Marine ein. Nach Ausbildungsjahren auf Schulschiffen, u. a. auf der Charlotte, erfolgte am 27. September 1902 die Beförderung zum Leutnant zur See. Es folgten Kommandos auf Torpedo- und U-Booten. Anfang 1909 wurde er Kommandant des Unterseebootes U 2. Während dieser Zeit war der später legendäre U-Boot-Kommandant Otto Weddigen unter seinem Kommando Wachoffizier. Vom 1. Juli 1909 bis 18. März 1910 war Lützow Indienststellungs-Kommandant von U 4. Von 1911 bis 1913 erhielt er auf der Marineakademie in Kiel eine Ausbildung zum Admiralstabsoffizier. Seit 1. Juli 1913 war Lützow Navigationsoffizier auf dem als Kadettenschulschiff eingesetzten Großen Kreuzer Victoria Louise.

#### Erster Weltkrieg
Nach Kriegsausbruch hatte das Schiff die Aufgabe, das Eindringen feindlicher U-Boote durch den Belt in die Ostsee zu verhindern. Bei dieser Aufgabe konnte Lützow im Oktober 1914 durch geschickte Manöver mehreren Torpedos des britischen Unterseebootes E1 ausweichen und erhielt dafür das Eiserne Kreuz II. Klasse. Ab Oktober 1914 wurde er als 1. Admiralstabsoffizier im Range eines Kapitänleutnants dem Führer der U-Boote, Korvettenkapitän Hermann Bauer, zugeteilt. Der Stab war wechselweise in Wilhelmshaven und an Bord des Kleinen Kreuzers Hamburg stationiert. Auf diesem Schiff nahm er am 31. Mai 1916 an der Skagerrakschlacht teil, wo es einige Treffer erhielt. Dabei explodierte über ihm eine Granate und hinterließ eine Schwerhörigkeit. Der Kommandant der Hamburg wurde verwundet, so dass Lützow vom Reserveführerstand aus als Kommandant das Schiff nach Wilhelmshaven zurückführte. Dafür erhielt er das Eiserne Kreuz I. Klasse und höchstes Lob vom Kaiser. Er blieb auch in der Position des 1. Admiralstabsoffiziers als im Juni 1917 aus dem Führer der U-Boote der Befehlshaber der U-Boote wurde. Zeitgleich war er von März 1917 bis Mai 1918 als Korvettenkapitän Kommandant der Hamburg.
Im Mai 1918 wurde Lützow zur U-Flottille Mittelmeer nach Pola versetzt, die unter dem Kommando von Kommodore Theodor Püllen stand. Dort führte Mai 1918 bis November 1918 die I. U-Flottille. Unter seinem Kommando fuhr auch der spätere Pastor Martin Niemöller als U-Boot-Kommandant.

#### Weimarer Republik und Drittes Reich
Nach Kriegsende kam Lützow wieder in den Stab des Befehlshabers der Unterseeboote und war dort mit der Abwicklung der Geschäfte des Befehlshabers der Unterseeboote Mittelmeer beauftragt. Anschließend wurde er von Februar bis April 1919 zum Stab des Chefs der Marinestation der Nordsee kommandiert. Dann folgte seine Übernahme in die Reichsmarine mit Verwendungen als Leiter der Schutz- und Abwehrgruppe sowie als Dezernent in der Kriegswissenschaftlichen Abteilung des Marinearchivs. Im September 1924 wurde er als Kapitän zur See zum Kommandanten des Kleinen Kreuzers Hamburg ernannt, der für die erste Kreuzer-Auslandsfahrt vorgesehen war. Doch Lützow erklärte sich aus gesundheitlichen Gründen als dafür nicht geeignet und trat im Mai 1925 zurück. Daraufhin wurde er Kommandeur der Schiffstammdivision der Nordsee. Vom 28. September 1927 bis 31. März 1929 fungierte Lützow als Leiter des Lehrgangs für Führergehilfenausbildung und wurde anschließend in die Marineleitung versetzt. Am 31. März 1929 schied er mit dem Charakter als Konteradmiral aus der Reichsmarine aus, war allerdings weiterhin als Leiter der Führergehilfenlehrgänge für Seetaktik und Seekriegsgeschichte der Marine verbunden.
Ab Oktober 1936 folgte für drei Jahre, im Rahmen eines Privatvertrages, eine gleichartige Aufgabe an der türkischen Marine-Akademie in Istanbul.

#### Zweiter Weltkrieg
Nach Beginn des Zweiten Weltkriegs wurde er am 24. Dezember 1939 zur Verfügung der Kriegsmarine gestellt. Als Sprecher des Oberkommandos der Kriegsmarine (OKM) hielt er regelmäßig mittwochs abends Rundfunkvorträge unter dem Titel „Seekrieg und Seemacht“, in denen er die aktuellen Ereignisse des Seekrieges erläuterte und kommentierte. Am 1. Februar 1941 erhielt Lützow das Patent zu seinem Dienstgrad und am 1. Februar 1943 wurde er noch zum Vizeadmiral befördert.
Zum Kriegsende ging er auf Befehl des Oberkommandos der Kriegsmarine von Pinnow bei Berlin nach Plön in die Sammelstelle für Flüchtende aus dem Osten in der Marine-Unteroffiziersschule. Von dort aus ging er nach Dornhöhe bei Schleswig, wo seine Schwiegertochter Rosemarie mit ihren Kindern lebte. Dort traf er auch seine beiden Töchter Charlotte und Hildegard, die sich dorthin zurückgezogen hatten.
Am 8. Mai 1945 begab er sich in britische Kriegsgefangenschaft.

### Nachkriegszeit und Bundesrepublik
Nach Gefangennahme durch die Engländer wurde Lützow in Belgien interniert, wo er auch einer schweren Operation unterzogen wurde. Daraufhin wurde er am 26. Mai 1946 mit einem Lazarettzug nach Deutschland überstellt und in Eickelborn bei Lippstadt in ein Reservelazarett eingeliefert. Am 15. Oktober 1946 erfolgte die Verlegung in das Gefangenenlager Munster, wo er bis zu seiner Entlassung am 25. Juni 1947 blieb. Nach seiner Entlassung kehrte er nach Dornhöhe bei Schleswig zurück und entfaltete eine rege Vortragstätigkeit in Norddeutschland sowie Lehrtätigkeiten in Latein und Rechtschreibung.
Im August 1948 erlitt er einen Schlaganfall, den er in Flensburg und Plön kurierte. 1949 wurde ihm dann eine Pension zugesprochen, die es ihm erlaubte, an seinen Lebenserinnerungen zu schreiben. 1951 übersiedelte die Familie nach Bad Salzuflen und später dann nach Hermannsburg bei Celle, wo er seinen Lebensabend verbrachte.

### Schriftstellerische Tätigkeit
Einen wichtigen Platz im Leben nahm auch die Schriftstellertätigkeit ein. So entstanden mehrere Werke zum Seekrieg im Ersten Weltkrieg (u. a.Englands Lazararettschiffsmissbrauch während des Weltkrieges. Berlin 1921, Seekrieg und Seemacht. Berlin 1941, Die heutige Seekriegsführung. mit mehreren Themen, Berlin 1941/42).
Zeitlebens bemühte er sich auch um eine korrekte und wahrheitsgetreue historische Darstellung des U-Boot-Krieges im Ersten Weltkrieg, als Fortführung der Arbeiten von Admiral Hermann Bauer, der bereits Auseinandersetzungen mit den Historikern der Kriegswissenschaftlichen Abteilung, die in ihrem Werk Der Handelskrieg mit U-Booten eine Kritik der U-Bootsführung und deren geschichtliche Darstellung des U-Boot-Krieges aufgestellt hatten, die für die damalige Flottenführung unakzeptabel war.

### Familie
Am 29. April 1908 heiratete er Hildegard Kinzel, Tochter des Studiendirektors Geheimrat Prof. Dr. Karl Kinzel in Berlin-Friedenau. Dieser Hochzeit gingen sieben Jahre Verlobungszeit voraus, weil es nach den Vorschriften der Kaiserlichen Marine nur möglich war zu heiraten, wenn entweder der Dienstgrad Kapitänleutnant erreicht war oder eine Kaution gezahlt wurde. Letzteres kam aufgrund der Höhe des Betrages nicht in Betracht. Das Paar hatte fünf Kinder:
- Werner (1909–1943), Korvettenkapitän im Zweiten Weltkrieg, der bei einem Seegefecht vor der Themsemündung als Flottillenchef der 4. Schnellboot-Flottille auf Schnellboot S 88 fiel[2]
- Elisabeth Charlotte (1911–1988)
- Günther (1912–1945), hochdekorierter Jagdflieger und Oberst im Zweiten Weltkrieg
- Hildegard (1916–2003)
- Joachim (1917–2001), Kapitänleutnant im Zweiten Weltkrieg; u. a. als Kommandant des Minensuchboots M 4 der 5. Minensuchflottille

### Auszeichnungen
- Roter Adlerorden IV. Klasse[3]
- Ritterkreuz II. Klasse des Albrechts-Ordens[3]
- Ritterkreuz des Königlichen Hausordens von Hohenzollern mit Schwertern[3]
- Hanseatenkreuz Hamburg[3]
- Friedrich-August-Kreuz I. Klasse[3]